# Божович, Джордже
Джордже «Гишка» Божович (серб. Đorđe "Giška" Božović / Ђорђе "Гишка" Божовић; 16 сентября 1955, Печ — 15 сентября 1991, Госпич) — югославский сербский криминальный авторитет, участник Югославских войн и первый командир Сербской гвардии.

## Биография

### Происхождение
Рождён под именем Джордже Мичкович (серб. Đorđe Mićković / Ђорђе  Мићковић) 16 сентября 1955. Отец — Гавро Мичкович, этнический кучи. Мать — Милена. Гавро был одним из опаснейших преступников Югославии и даже был причастен к убийству гражданина ФРГ в Кёльне: после этого инцидента Гавро вынужден сменить фамилию в честь своего отца Божо (деда Джордже). Вместе со своей матерью и младшей сестрой Славицей Джордже переехал в Инджию, где жил до 1964 года, пока не был убит его отец. После этого семья перебралась в Белград, поселившись в районе Вождовац.
Джордже провёл детство среди детей бедных рабочих, подружившись с Браниславом «Бели» Матичем. При его поддержке он вступил в боксёрский клуб «Раднички» и, будучи боксёром-любителем, одолел известного боксёра Жоржа Станковича. Среди знакомых он получил прозвище «Гишка» после того случая, как на улице был ранен ножом и только чудом остался в живых. Неоднократно оказывался под наблюдением полиции и в возрасте 13 лет даже бежал в Италию. По возвращении в Югославию подружился с Борисом Петковым и Ранко Рубежичем, которые вместе с Матичем создали преступную группировку.

### Криминальная деятельность
Гишка обладал большими связями в кругах сербской и черногорской мафии, где достиг звания «босса». Одним из его знакомых был известный грабитель Люба Земунец (настоящее имя — Любомир Магаш). Гишка участвовал во множестве криминальных сделок и разборок, многие из которых заканчивались со смертельным исходом. В конце 1980-х годов после начала процесса демократизации СФРЮ Божович вместе со своими знакомыми Желько  «Арканом» Ражнатовичем и Драганом «Тапи» Малешевичем выкупил здание и открыл в нём ночной клуб Amadeus (в белградском районе Ташмайдан). Считается по данным оперативника Божи Спасича, что Божович и Ражнатович работали на Службу государственной безопасности СФРЮ и тем самым получили право на открытие собственного увеселительного заведения, но после раскрытия факта, что в клубе проводился сбыт наркотиков, Amadeus был закрыт.

### В Сербской гвардии
Во время распада Югославии Божович вступил в Сербское движение обновления, ведомое Вуком Драшковичем, его женой Даницей и тем же самым Браниславом «Бели» Матичем, а вскоре и возглавил военизированное крыло движения обновления «Сербская гвардия». Лагерь Сербской гвардии располагался около Борского озера. Гвардия вела в основном бои на территории СР Хорватии, около города Госпич, а также на территории Боснии и Герцеговины до 1992 года.

### Гибель
15 сентября 1991 Божович погиб в бою близ Госпича. Существует версия, что его специально «огнём по своим» уничтожили солдаты по тайному распоряжению Слободана Милошевича. Ещё до этого, в августе 1991 года Бранислав Матич был убит в Белграде.